# Benjamin Richter
Benjamin Richter (virksom 1750-1782) var en dansk maler. 
Benjamin Richter var sandsynligvis hjemmehørende i Åbenrå, og synes at have haft virke som restaurator af kirkeinventar. Prædikestolen i Halk Kirke fra 1599 står med en sparsom staffering, der blot understreger detaljerne i udskæringerne, mens nyere genstande og tilføjelser til ældre ting gerne fik en dækkende staffering varieret med marmorering, akantus og rokokoornamenter. Malerierne på de tavler, hvis staffering skyldes Richter, synes fordelt på flere medarbejdere. 

## Staffering og malerarbejde udført af Richter
- Nustrup Kirke, 1756, altertavle og Skt. Hjælperkrucifiks
- Skrydstrup Kirke, 1757, altertavle og prædikestol
- Hellevad Kirke, 1758, altertavle, prædikestol, forsvundne kvindestole og skriftestol
- Egvad Kirke, 1759, altertavle
- Halk Kirke, 1768, altertavle, prædikestol, forsvunden fontelåg og middelalderlige træskærerarbejder
- Haderslev Hospitalskirke, 1777, solskive
- Haderslev Domkirke, 1782, solskive

### Arbejder tilskrevet Richter
- Skrydstrup Kirke, 1750, degnestol
- Jegerup Kirke, 1769, altertavle